# Hydropsyche arkas
Hydropsyche arkas là một loài Trichoptera trong họ Hydropsychidae. Chúng phân bố ở miền Ấn Độ - Mã Lai.